# Ranger 6
Ranger 6 – amerykańska bezzałogowa sonda kosmiczna wysłana w ramach programu Ranger. Misja zakończyła się niepowodzeniem. Ranger 6 miał wejść na trajektorię zderzeniową z Księżycem i przekazać zdjęcia wykonane podczas zbliżania się do Srebrnego Globu, aż do uderzenia w jego powierzchnię. Statek przenosił sześć widikonowych kamer telewizyjnych – trzy szeroko i trzy wąskokątne. Kamery podzielone były na dwie grupy, każda z własnym zasilaniem, programatorem i nadajnikiem. Z powodu usterki, system nie przekazał żadnych obrazów.

## Przebieg misji

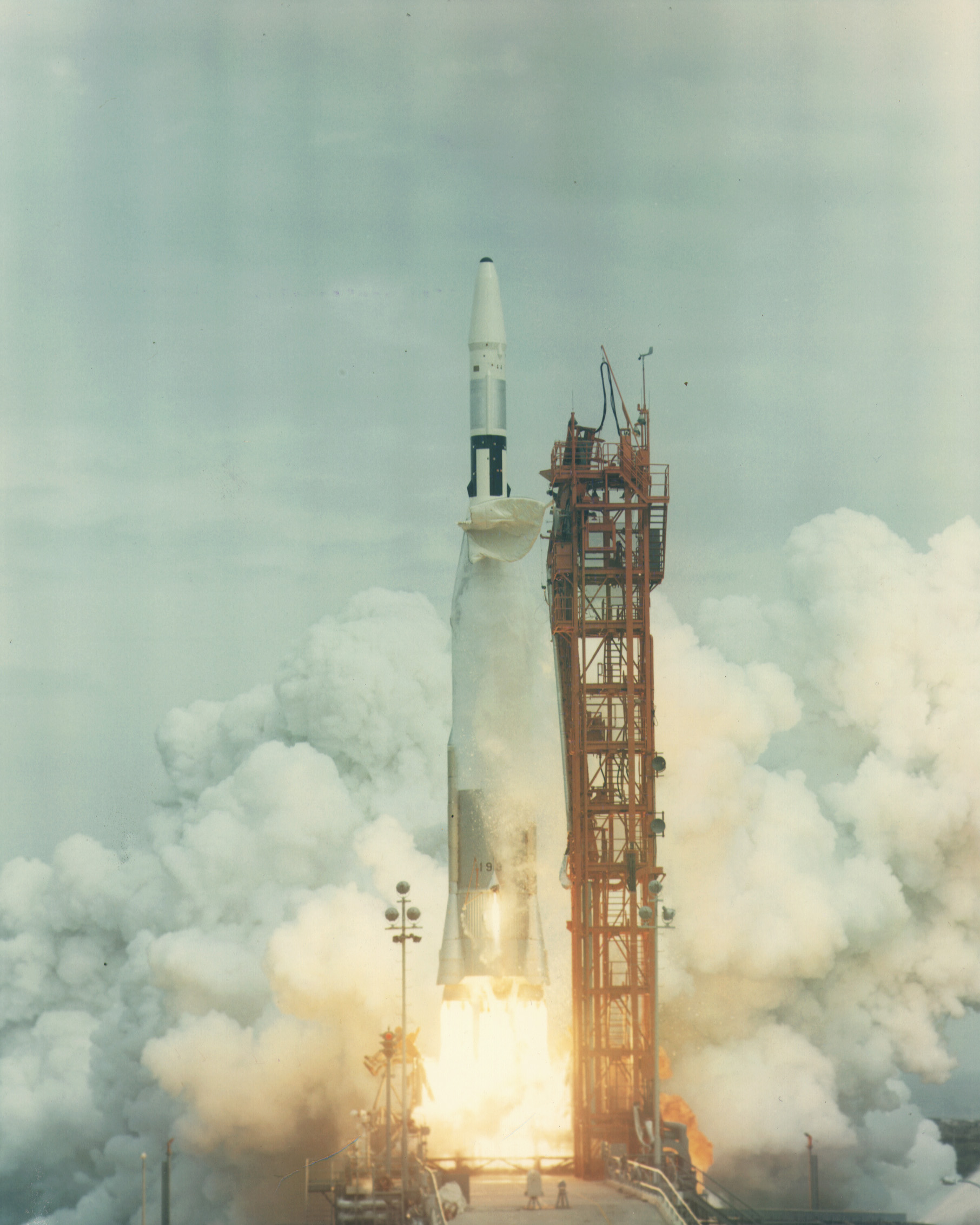
Start rakiety Atlas Agena B z sondą Ranger 6 na pokładzie

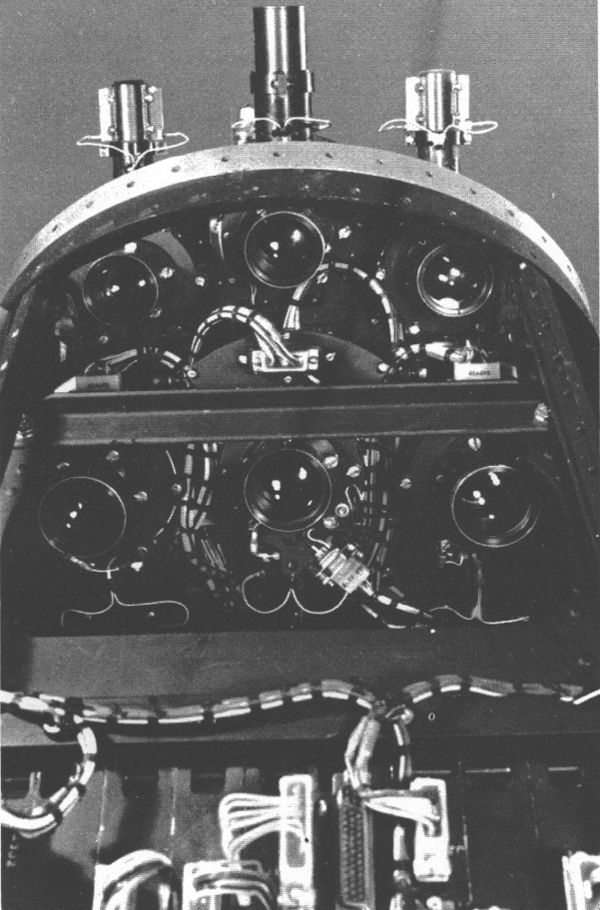
System kamer stosowany na sondach Ranger Block III

Ranger 6 został wystrzelony na orbitę przejściową, a drugie odpalenie członu Agena wprowadziło go na trajektorię księżycową. Podczas lotu wykonano jedną korektę trajektorii (odchylenie od miejsca trafienia o 1000 km), poleceniem z Ziemi. 2 lutego 1964, po 65,5 godzinach lotu, sonda zderzyła się z powierzchnią Księżyca. O 09:04 włączono pierwsze dwie kamery. O 09:09, dalsze cztery. Upadek nastąpił o 09:24 na wschodnim krańcu Mare Tranquillitatis (współrzędne selenograficzne: 9,33° szerokości; 21,52° długości), 36 m od planowanego miejsca. Orientacja statku względem powierzchni Księżyca była prawidłowa, jednak nie odebrano z sondy żadnych danych ani sygnału wideo. 
Komisja rewizyjna określiła, że najprawdopodobniejszą przyczyną porażki misji był przeskok iskry lub przepięcie, które mogło nastąpić, gdy system telewizyjny przypadkowo włączył się na 67 sekund, około dwie minuty po starcie, podczas rozdzielania się członów rakiety.

## Budowa i działanie
Sonda była konstrukcyjnie identyczna z sondami Ranger 7, 8 i 9. Wszystkie były III wersją (Block III) statków użytych w programie Ranger.

## Instrumenty
- System telewizyjny

Sześć kamer telewizyjnych miało za zadanie przesłać obrazy powierzchni Księżyca począwszy od 10. minuty przed upadkiem na jego powierzchnię. Pogrupowano je na dwie rozdzielne grupy, z niezależnymi nadajnikami i zasilaniem. Wszystkie kamery wyposażone były w jednocalowy widikonowy przetwornik obrazu, bazujący na fotoprzewodniku. Obraz pierwszej grupy (jedna kamera szeroko i jedna wąskokątna) był skanowany w całości, w 1152 liniach, w ciągu 2,5 sekundy (11 mm² powierzchni). Kamery z drugiego zestawu (dwie szeroko i dwie wąskokątne) skanowały częściowo: 300 linii w 0,2 sekundy. Ich obraz miał powierzchnię 2,8 mm². Migawka każdej z kamer była szczeliną wyzwalaną elektromagnetycznie. Cykl skanowania i usuwania obrazów z czujników kamer skanujących w całości był niezależny dla każdej z nich. Dla kamer skanujących częściowo, następował po kolei. Pola widzenia wszystkich kamer zachodziły na siebie. Kamera wąskokątna miała ogniskową 76 mm, światłosiłę f/25 i pole widzenia 8,4°. Szerokokątna: 25 mm, f/0,96, pole widzenia 25°.